# 등자뼈

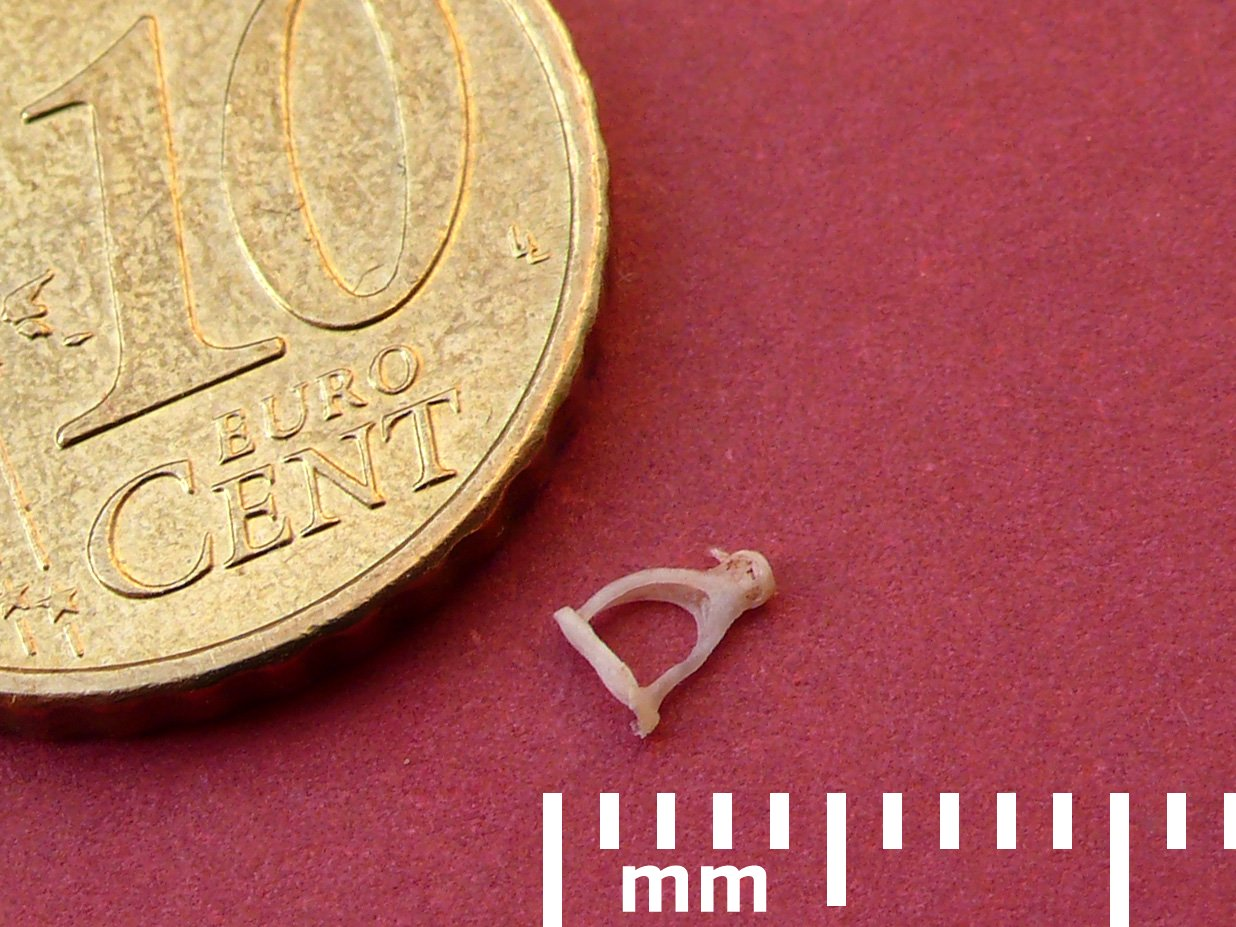
등자뼈의 크기. 10센트 유로 동전과 비교한 크기.

등자뼈(영어: stapes, stirrup) 또는 등골(鐙骨)은 인간 등의 포유류의 중이에 있는 뼈로 소리의 진동을 내이로 전달해주는 귓속뼈의 하나이다. 망치뼈, 모루뼈와 함께 귓속뼈를 형성한다. 등자뼈는 우리 몸에 있는 뼈 중에서 가장 작은 뼈이기도 하다.